# Pando (Ruiloba)
Pando es una localidad del municipio de Ruiloba (Cantabria, España). En el año 2008 contaba con una población de 139 habitantes (INE). La localidad se encuentra a 50 metros de altitud sobre el nivel del mar, y a 2 kilómetros al oeste de la capital municipal, La Iglesia. 

## Patrimonio arquitectónico
De su patrimonio destaca el convento de San José perteneciente a la Orden de las Carmelitas Descalzas. El edificio se alzó en 1877, en estilo barroco con fachada clasicista. Las monjas que lo habitan se dedican la decoración de porcelana. 
Además, hay en la localidad una ermita bajo la advocación de San Roque. Por lo demás, el pueblo es uno de los del municipio en que puede verse una arquitectura civil tradicional, con hileras de viviendas con fachadas de sillería y mampostería y balcones de madera pintados que recorren la fachada entre los dos hastiales, como es típico de Cantabria.
- Datos: Q3893149